# Tony Woodcock
Anthony Stewart Woodcock (Eastwood, 1955. december 6. –) angol válogatott labdarúgó, edző.
1978 és 1986 között 42 alkalommal szerepelt az angol válogatottban és 16 gólt szerzett. Részt vett az 1980-as olaszországi Európa-bajnokságon és az 1982-es spanyolországi világbajnokságon.